# Christian Heinrich Sandler (Unternehmer, 1929)
Christian Heinrich Sandler (* 26. August 1929; † 17. Juli 2009) war ein deutscher Unternehmer. Er leitete das von seinem Großvater gegründete Textilunternehmen Sandler AG in Schwarzenbach an der Saale.

## Leben
Christian Heinrich Sandler studierte in Nürnberg und erwarb den Abschluss als Diplom-Kaufmann. Bereits während seines Studiums trat er in die Firma seines Vaters Christian Heinrich Sandler, den Sohn des gleichnamigen Unternehmensgründers Christian Heinrich Sandler, ein. 1953 wurde er Prokurist und 1957 Gesellschafter und Geschäftsführer. Er baute die Firma im Laufe der Zeit zu einem führenden Vliesstoffhersteller Europas aus.
Christian Heinrich Sandler war ehrenamtlich engagiert, z. B. Mitglied der Vollversammlung der IHK für Oberfranken in Bayreuth, deren Präsident er mehrere Jahre war. Zudem war er unter anderem Präsidialmitglied und Vizepräsident der bayerischen Industrie, auf Bundesebene Vizepräsident des Gesamtverbandes der Textilindustrie. In diesen Gremien setzte sich Christian Heinrich Sandler für die Bewältigung des Strukturwandels in der Textilindustrie und die Herausforderungen der Vliesstoffindustrie ein. Regional wandte er sich gegen die Abschaffung der Zonenrandförderung nach der Grenzöffnung, er war Initiator der Hofer Vliesstofftage und beim Aufbau der Fachhochschule Hof beteiligt. Die nach ihm benannte Christian-Heinrich-Sandler-Stiftung zur Förderung gemeinnütziger und mildtätiger Institutionen und Projekte wurde von ihm ins Leben gerufen. Ebenso engagierte er sich für Rotary International.
Christian Heinrich Sandler starb kurz vor seinem 80. Geburtstag nach 60-jähriger Arbeit in seinem Unternehmen. Die Sandler AG wird heute von seinem Sohn Christian Heinrich Sandler (* 1953) in vierter Generation weitergeführt.

## Ehrungen und Auszeichnungen
- 1989: Großes Verdienstkreuz mit Stern der Bundesrepublik Deutschland
- Bayerischer Verdienstorden
- Staatsmedaille für besondere Verdienste um die bayerische Wirtschaft
- Ehrenbürgerschaft der Stadt Schwarzenbach an der Saale